# 자등련
자등련(Amor de Tarapacá 아모르 더 타라파카[*], 중국어 간체자: 紫藤恋, 정체자: 紫藤戀, 병음: Zǐ téng liàn 쯔텅롄[*])은 중화민국에서 제작된 중화 텔레비전의 드라마이다.
40부작 《자등련(紫藤戀)》은 와인농장을 둘러싸고 벌어지는 젊은이들의 사랑, 우정, 배신과 가족간의 은원과 정을 담은 드라마이다. 한류열풍으로 중화민국에 진출한 한재석과 타이완 현지 배우 임심여가 주연을 맡았다.

## 출연
- 임심여 (林心如)(리이차오(黎亦喬) 역)
- 한재석 (자오옌쭈(趙彦祖) 역)
- 시역남 (施易男) (천루시(陈律西/陳律希) 역)
- 황웨이더 (黃維德)(리제(李傑) 역)
- 은열 (殷悅) (샤샹이(夏湘怡) 역)
- 손흥 (孫興)(자오얼샹 (趙爾翔) 역)
- 도선니(涂善妮)(정산윈 (鄭心芸) 역)

## 줄거리
조이상은 남편과 일찍 사별한 후 딸 JoJo(조조)를 홀로 키우며 칠레의 와인농장에서 일하는 하모인을 줄곧 잊지 못하고 그녀의 주변을 맴돈다. 그들은 어린시절부터 함께 자라며 점차 사랑의 감정을 키워왔지만 끝내 이루어지지 못한 사이. 마음으로나마 서로를 의지하며 지내던것도 잠시, 하모인은 암으로 세상을 떠나고 조이상은 그녀의 딸 JoJo를 데리고 타이완으로 돌아온다. 타이완에서 남편을 기다리던 정심운은 남편의 배신에 치를 떨며 남편이 데려온 JoJo는 물론 자신의 아들 Elvis(엘비스) 마저 집에서 내쫓고 그들의 행복한 가정은 파국을 맞게 된다.
오랜 시간이 흘러, 고아원에서 성장한 려역교는 어느새 조조로 살아왔던 과거를 잊고 와인감별사의 꿈을 키우며 살아가고 있다. 능력있는 비지니스맨으로 성장했지만 칠레에서 JoJo와 보낸 어린시절을 추억하는 동시에 자신과 아버지를 내쫓은 어머니를 원망하며 살아가는 조언조는 새로 출시된 와인의 기자회견이 있던 날, 우연하게도 역교를 다시 만나게 되지만 오랜시간 만나지 못한 두 사람은 서로를 알아보지 못하는데...

## 제목
- 영어 제목으로 Love in Wineyard, Purple Love 등이 있다
- 홍콩, 중국에서의 제목으로는 幸福酒庄(행복주장),酒庄情缘(주장정연)으로 쓰인다